# The Ultimate Confrontation: The Flower and the Bayonet
The Ultimate Confrontation: The Flower and the Bayonet – zdjęcie autorstwa francuskiego fotografa Marca Riboud’a, przedstawiające uczestniczkę manifestacji antywojennej, amerykańską studentkę Jan Rose Kasmir.

## Sfotografowana sytuacja i reakcje na publikację zdjęcia
Riboud sfotografował Kasmir 21 października 1967 roku w Waszyngtonie, kiedy brała udział w wielotysięcznej manifestacji aktywistów antywojennych, demonstrujących przeciw udziałowi Stanów Zjednoczonych w wojnie wietnamskiej. Siedemnastolatka została uwieczniona w momencie darowania chryzantemy jednemu z żołnierzy Gwardii Narodowej.
Fotografia ukazała się 30 grudnia 1969 roku w specjalnym wydaniu magazynu Look pod nazwą The Ultimate Confrontation: The Flower and the Bayonet. Przedrukowywana w czasopismach na całym świecie stała się symbolem ruchu Flower Power. Magazyn Smithsonian nazwał zdjęcie „subtelnym zestawieniem sił zbrojnych z dziecięcą niewinnością”. Time o autorze i zdjęciu pisze, że „nawet dziś jego fotografia [...] wciąż rozbrzmiewa”.

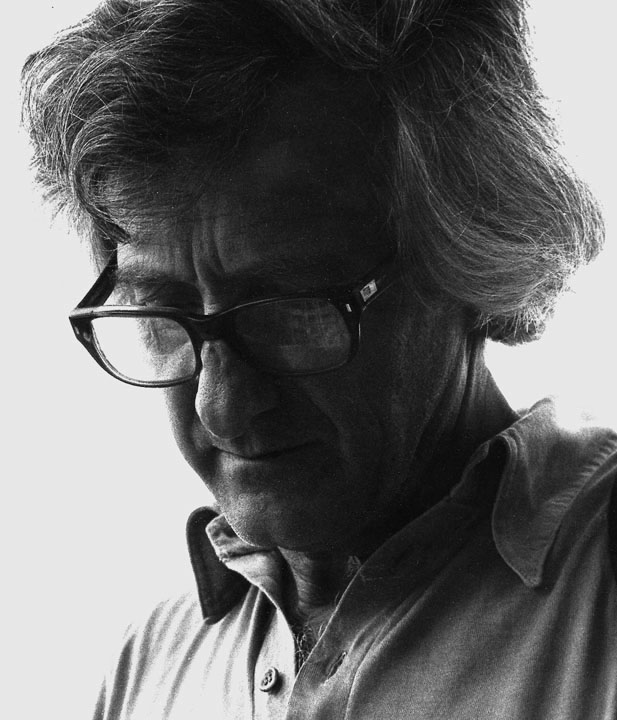
Marc Riboud (1975)

Michael Kazin, profesor historii na Uniwersytecie Georgetown i uczestnik protestów z roku 1967, napisał: „jednym z powodów popularności fotografii jest widoczna próba rozmowy z żołnierzami, próba przekonania ich do rzucenia broni i dołączenia do nas”.
W późniejszych wywiadach Kasmir mówiła: „żaden z żołnierzy nie utrzymywał ze mną kontaktu wzrokowego. Myślę, że byli przerażeni możliwością otrzymania rozkazu strzelania do nas”, oraz „jeśli spojrzysz na moją twarz, wydaję się bardzo smutna: w tym momencie zobaczyłam jak młodzi są ci chłopcy. Byli takimi samymi ofiarami machiny wojennej jak każdy inny. Kiedy zobaczyłam to zdjęcie po raz pierwszy, rozpłakałam się”.
Przez kolejne 30 lat od wydarzeń w Waszyngtonie, Riboud nie znał imienia osoby, którą uwiecznił na swym zdjęciu. Wtedy jedna z francuskich gazet odnalazła Kasmir, dzięki czemu fotograf mógł poznać bohaterkę wydarzeń z roku 1967. Oboje spotkali się ponownie w lutym 2003 roku w Londynie, gdzie Riboud kolejny raz uwiecznił Kasmir biorącą udział w protestach, tym razem przeciwko wojnie w Iraku, niosącą transparent z fotografią z 1967 roku.